# Miguel Luis Yrarrázaval Smith
Miguel Luis Yrarrázaval Smith (Santiago, 14 de marzo de 1872-Santiago, 30 de marzo de 1937) fue un político y abogado chileno.

## Profesión
Realizó sus estudios en el Instituto Nacional, donde ingresó en 1882. Juró como abogado el 20 de agosto de 1892, titulado en la Universidad de Chile. 
Ejerció su profesión, especializándose en materia criminal. Llegó a ser segundo Juez de Crimen de Santiago en 1912.
Ejerció además la docencia. Enseñó Historia en el Instituto Nacional y Derecho Romano en la Universidad de Chile.

## Actividades Políticas
Militante del Partido Nacional. Fue elegido Diputado por Santiago en tres períodos consecutivos (1915-1924). Integró las Comisiones de Elecciones, de Asistencia Pública y Culto, de Instrucción Pública, de Presupuesto, Relaciones Exteriores y Colonización.
Vicepresidente del Partido Nacional en 1921. Director de la Sociedad Nacional de Agricultura (1926). 
Durante la dictadura de Carlos Ibáñez del Campo fue redactor del diario “La Nación”, de propiedad estatal y fue Encargado de Negocios en Buenos Aires (1928).
Fue uno de los precursores del Colegio de Abogados de Chile (1931), además de trabajar desde entonces en la Contraloría General de la República.